# Floris van der Linden (hockeyer)
Floris van der Linden (Amsterdam, 15 september 1988) is een Nederlands hockeyer die speelt voor HGC. 
Van der Linden doorliep de nationale jeugdselecties van Nederland en ook enkele malen van België. In 2011 werd Van der Linden door bondscoach Paul van Ass opgenomen in de voorselectie van de Nederlandse hockeyploeg in de voorbereiding op de Olympische Spelen 2012. Op 14 februari 2012 in een wedstrijd tegen Argentinië (5-2 winst) maakte hij zijn debuut. Op 30 mei 2012 behoorde Van der Linden tot de eerste groep afvallers in de selectie op weg naar de Spelen in Londen. De Champions Trophy 2012 was het eerste grote toernooi waar Van der Linden op actief was. Tot dusver heeft de verdediger 42 interlands gespeeld. Sinds 2008 speelt Van der Linden in het eerste HGC, waar hij ook in de jeugd speelde.
Hij is de zoon van neuroloog Chris van der Linden.